# Castelo d'Abbadia
O Château d'Abbadia é um castelo localizado em Hendaye, Pyrénées-Atlantiques, no sudoeste da França. Construído entre 1864 e 1879, foi projetado no estilo neo-gótico por Eugène Viollet-le-Duc e incorporou muitos traços enigmáticos característicos de seu dono, o explorador Antoine Thomson d'Abbadie, de quem recebeu o seu nome.